# Clifford D. Simak
Pour les articles homonymes, voir Simak.
Œuvres principales
- Au carrefour des étoiles
- Demain les chiens
- Mastodonia
- "L'Empire des Esprits"

Clifford Donald Simak, né le 3 août 1904 à Millville (en) au Wisconsin et mort le 25 avril 1988  à Minneapolis au Minnesota, est un auteur américain de science-fiction. 
Les origines modestes de ce fils de fermiers modèleront la plupart des personnages de ses romans. Ses thèmes favoris sont la nature et les robots anthropomorphes. Son œuvre la plus connue est Demain les chiens.
Clifford D. Simak est un des grands écrivains de l'âge d'or de la science-fiction, au même titre qu'Isaac Asimov, Arthur C. Clarke ou Robert Heinlein. Il a obtenu plusieurs prix Hugo et Nebula. En 1976, il a reçu le prix Damon-Knight Memorial Grand Master de la SFWA pour l'ensemble de son œuvre. 

## Biographie
Né le 3 août 1904, Clifford Donald Simak est le fils d'un immigré tchèque, John Lewis Simak, ouvrier agricole, et de Margaret Wiseman, fille d'un propriétaire fermier de Millville dans le Wisconsin aux États-Unis. Il grandit avec son frère Carson, dans la ferme que fit construire son père sur les terrains qu'il avait achetés. Dans les souvenirs de l'auteur, des hordes d'écureuils apprivoisés et de chiens terriers partagent son enfance. Millville, comme Bridgeport, le village voisin, serviront de décors à nombre de ses récits.
Après ses études à l'Université du Wisconsin-Madison, il commence à travailler comme instituteur, toujours dans le Wisconsin. Il se marie avec Agnes Kuchenberg le 13 avril 1929 avec qui il aura deux enfants, un garçon et une fille, Scott et Shelley. Ils seraient en partie à l'origine de la vocation de journaliste et d'écrivain de Simak. Pour améliorer l'ordinaire de sa famille, il collabore à plusieurs journaux locaux et il envoie, en 1931, sa première nouvelle de science-fiction Cubes of Ganymede, à Amazing Stories, magazine d'Hugo Gernsback. Elle ne sera pas publiée. Mais The World of the Red Sun le sera, dans Wonder Stories, magazine aussi dirigé par Gernsback. En 1932, trois autres nouvelles de l'auteur sont publiées dans le même magazine, et en juin de la même année, Hellhounds of the Cosmos trouve une place dans les pages d’Astounding Stories of Super Science. Ces premières nouvelles sont encore maladroites. Mais plusieurs années de journalisme aideront l'auteur à affermir son style. D'abord journaliste à l'Ivon River Reporter, il en devient le rédacteur en chef. Il prend ensuite la direction du Spencer Reporter, à Spencer, dans l'Iowa. Puis, quelques mois après, il s'occupe du Dickinson Press à Dickinson dans le Dakota du Nord avant de rejoindre le Minnesota en 1937 pour poursuivre sa carrière au Brainerd Dispatch.
Simak commence sa carrière d'écrivain de science-fiction à un âge avancé car en 1931, il a déjà 27 ans. De plus, en 1933, il arrête d’écrire durant plusieurs années. En effet, au début des années 1930, Amazing Stories, Wonder Stories et Astounding connaissent des difficultés de publication. La parution d'Astounding est même provisoirement interrompue en 1933. Durant ces années de « silence », il publie tout de même une nouvelle, The Creator dans le fanzine Martel Tales. Cette nouvelle peut paraître aujourd'hui datée. Mais le bouche à oreille qu'elle suscite assura à l'auteur un début de notoriété. Simak s'y attaque en effet à un tabou en s'en prenant à Dieu, chose qui, à l'époque, tient encore du blasphème.
En 1939, Simak débute au journal Minneapolis Star and Tribune. C'est à peu près à la même période (Rule 18 paraît en 1938) qu'il propose des nouvelles au magazine Amazing Stories que John W. Campbell vient de prendre en main. Sous son aile, des auteurs comme Simak ou Theodore Sturgeon peuvent laisser libre cours à leur fibre humaniste au sein de ce qu'on appellera plus tard l'« écurie Campbell » et dont font aussi partie Robert A. Heinlein, Alfred E. Van Vogt ou Isaac Asimov. Entre 1938 et 1943, Simak publie dans Astounding Stories, rebaptisé Astounding Science Fiction, une vingtaine de nouvelles dont City, premier texte de son plus célèbre roman Demain les chiens (en fait un cycle de nouvelles). Puis, il s'éloigne petit à petit de ce magazine pour se rapprocher d'un autre, Galaxy Science Fiction, dans lequel il publie près d'une soixantaine de nouvelles entre 1941 et 1948.
Sa carrière de journaliste progresse aussi, puisqu'il devient directeur de l'information au Minneapolis Star en 1949 et coordinateur du Minneapolis Tribune's Science Reading Series à partir de 1961.
Il faut attendre le début des années 1950 (et la raréfaction des magazines de science-fiction) pour voir Simak se consacrer en priorité à l'écriture de romans. Si Ingénieur du cosmos (Cosmic Engineers) ne fait pas partie des « grands romans » de l'auteur, les suivants sont considérés par beaucoup d'admirateurs comme ses chefs-d’œuvre : Dans le torrent des siècles (Time and Again, 1951), Demain les chiens (City, 1952) et Chaîne autour du soleil (Ring Around the Sun, 1954).
Au carrefour des étoiles (Way Station, 1963) est récompensé par le prix Hugo en 1964. Ce roman met en scène un vétéran de la guerre de Sécession devenu immortel pour « services rendus ». Sa maison sert de gare de triage à des extraterrestres de diverses planètes. L'homme mène une vie bucolique et contemplative et nourrit des relations amicales avec ces extraterrestres qui viennent boire le café chez lui comme le ferait n'importe quel voisin.
C'est sans doute dans ces romans que l'humanisme de Clifford D. Simak ressort le mieux. Il met en scène des personnages simples, fortement enracinés dans la campagne (soit parce qu'ils y vivent, soit parce qu'ils en viennent) et prône la tolérance. Ainsi, il n'est pas rare que confronté à une rencontre du troisième type, le héros simakien fasse taire son dégoût ou sa peur pour laisser parler son bon sens campagnard. Ou alors, hommes, animaux, extraterrestres et robots vivent sinon en harmonie, du moins en voisins. Peu friand des explications scientifiques, jugeant la technologie dangereuse (même s'il reconnaît qu'utilisée avec éthique, elle peut apporter des changements positifs à l'humanité), Simak préfère s'intéresser à la foi, qu'il oppose souvent à la religion ou, du moins, à son détournement par les Églises.
En 1962, Simak abandonne son poste de directeur de l'information au Minneapolis Star pour devenir journaliste scientifique. Il sera récompensé par la Minnesota Academy of Science Award en 1967 pour son travail dans la vulgarisation scientifique.
En 1963-64, à la fin de son époque Galaxy, l'auteur commence une période de transition. Il a abordé et réabordé, voire surexploité ses thèmes de prédilection. Peu de nouveaux textes, mais la reprise d'anciennes nouvelles qu'il publie en anthologie. En 1967, Le Principe du loup-garou (The Werewolf Principle) surprend son public, mais La Réserve des lutins (The Goblin Reservation, 1968) surprend encore plus, car le roman met en scène trolls, gobelins, homme de Néanderthal et William Shakespeare.
À partir des années 1970, Simak ne publie plus qu'un texte ou deux par an, se consacrant d'abord à son métier et à ses passions : la pêche, les parties d'échecs, la collection de timbres et la culture des rosiers. Citons parmi sa production de l'époque, À chacun ses dieux (A Choice of Gods, 1972).
Il prend sa retraite du journalisme en 1976 (mais reste dans le Minnesota) et continue à écrire au rythme d'environ un livre par an. Il reçoit cette année-là, le Grand Master Award de la SFWA pour l'ensemble de son œuvre. Parmi ses romans, des idées intéressantes sur les paradoxes temporels (Mastodonia, 1978), ou les robots et la religion (Projet Vatican XVII, 1981).
Simak touche aussi à la fantasy, y apportant, comme il l'avait fait pour la science-fiction, une sensibilité originale. La Réserve des lutins (The Goblin Reservation, 1968) tenait déjà plus de la fantasy que de la science-fiction. Dans Le Pèlerinage enchanté (Enchanted Pilgramage, 1975), il imagine que le Mal domine le monde et le maintient dans une époque moyenâgeuse où les objets sont enchantés. Trolls, lutins, elfes, humains cohabitent et il plaide pour une humanité tolérante où l'acceptation de l'autre, de l'étranger, est la clé d'une philosophie de la vie et du respect. La Planète aux embûches (Special Deliverance, 1982) et Au pays du mal (Where the Evil Dwells, 1982) sont un peu dans la même veine.
En 1985, sa femme meurt après 56 ans de vie commune. Simak s'éteint le 25 avril 1988 au Riverside Medical Center de Minneapolis. Il est enterré au cimetière Lakewood à Minneapolis.
En 2003, l’astéroïde (228883) Cliffsimak, découvert par l'astronome amateur Bernard Christophe, est nommé en hommage à Clifford D. Simak.

## Œuvres
(liste non exhaustive)

### Romans

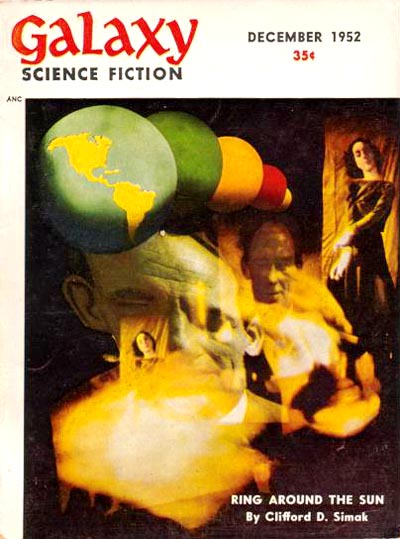
Chaîne autour du soleil, couverture de Galaxy Science Fiction, décembre 1952.

- Ingénieur du cosmos (Cosmic Engineers, 1950) - Super-Fiction no 4, 1975
- De temps à autre (Time and Again, 1951)- Le Rayon fantastique no 101-102, 1962 également publié sous le titre Dans le torrent des siècles - J'ai lu no 500
- Chaîne autour du soleil (Ring Around the Sun, 1953) - J'ai lu no 814
- Une certaine odeur (They Walked like Men, 1962, -Présence du futur no 76, 1971; également publié sous le titre Eux qui marchent comme des hommes)
- Le Pêcheur (Time is the Simplest Thing, 1961) - J'ai lu no 609
- Au carrefour des étoiles (Way Station, 1963) - J'ai lu no 847
- Les Fleurs pourpres (All Fresh is Grass, 1965)- Galaxie bis no 44 (OPTA)
- Le Principe du loup-garou (The Werewolf Principle, 1967) -Présence du futur no 111, 1975
- Éterna (Why Call Them Back From Heaven?, 1967) - éditions Albin Michel, 1969
- La Réserve des lutins (The Goblin Reservation, 1968) -Présence du futur no 119, 1971
- L'Empire des esprits (Out of Their Minds, 1970)- Marabout Science-Fiction no 430, 1973
- À pied, à cheval et en fusée (Destiny Doll, 1971)
- À chacun ses dieux (A Choice of Gods, 1972) -Présence du futur no 169, 1975
- Le Dernier Cimetière (Cemetery World, 1973) -Présence du futur no 202, 1975
- Les Enfants de nos enfants (Our Children's Children, 1974) -Présence du futur no 192, 1975
- Le Pèlerinage enchanté (Enchanted Pilgrimage, 1975) -Présence du futur no 228, 1977
- La Planète de Shakespeare (Shakespeare's Planet, 1976)
- Héritiers des étoiles (A Heritage of Stars, 1977) -Présence du futur no 266, 1978
- Mastodonia (Mastodonia, 1978) - J'ai lu no 956
- La Confrérie du talisman (The Fellowship of the Talisman, 1978)
- Les Visiteurs (The Visitors, 1980) - J'ai lu no 1194
- Projet Vatican XVII (Project Pope, 1981) - J'ai lu no 1367
- La Planète aux embûches (Special Deliverance, 1982) - J'ai lu no 1588, 1984
- Au pays du mal (Where the Evil Dwells, 1982) - J'ai lu no 1791, 1985
- Le Chemin de l'éternité (Highway of Eternity, 1986) - J'ai lu no 2432, 1988
- Mirage, (01/05/1995-01/07/1997) - Éditions: Mille et une nuit La petite collection texte intégral 47 pages

### Recueils de nouvelles
- Demain les chiens (City, 1952) - J'ai lu no 373 :
  - La Cité (City, 1944)
  - Les Déserteurs (Desertion, 1944)
  - Ésope (Aesop, 1947)
  - Le Paradis (Paradise, 1946)
  - Les Passe-temps (Hobbies, 1946)
  - Le Recensement (Census, 1944)
  - La Tanière (Huddling place, 1944)
  - Un moyen bien simple (The trouble with ants, 1951)
- Une chasse dangereuse  - J'ai lu no 903 :
  - Une chasse dangereuse (The World that Couldn't Be, 1958)
  - Pour sauver la guerre (The Civilisation Game, 1958)
  - Plus besoin d’hommes (How-2, 1954)
  - La Planète aux pièges (Junkyard, 1953)
  - Jardinage (Green Thumb, 1954)
  - Opération putois (Operation Stinky, 1957)
  - Projet Mastodonte (Project Mastodon, 1955)

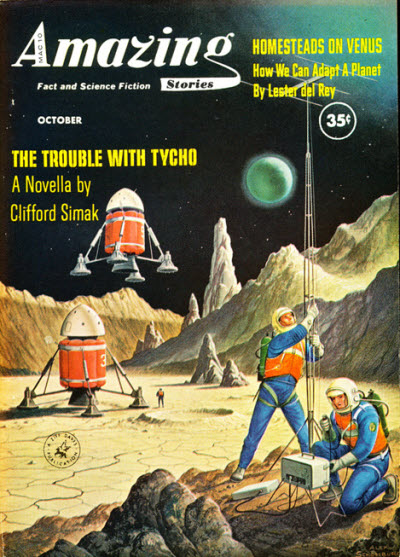
Les Épaves de Tycho, couverture dAmazing Stories, octobre 1960.

- Les Épaves de Tycho  - J'ai lu no 808 :
  - Les Épaves de Tycho (The Trouble with Tycho, 1960)
  - Bouillon de culture (Leg. Forst, 1958)
  - La Littérature des sphères (So Bright the Vision, 1956)
- La Croisade de l'idiot (The Worlds of Clifford Simak, 1960) :
  - La Croisade de l'idiot (Idiot's crusade, 1954)
  - Le Zèbre poussiéreux (Dusty Zebra, 1954)
  - Honorable Adversaire (Honorable Opponent, 1956)
  - Lulu (Lulu, 1957)
  - La Grande Cour du devant (The Big Front Yard, 1958)
  - Copie carbone (Carbon Copy, 1957)
  - Le Père fondateur (Founding Father, 1957)
- Tous les pièges de la terre (All the Traps of earth and Other Stories, 1962) :
  - Tous les pièges de la Terre (All the Traps of Earth, 1959)
  - Bonne nuit, monsieur James (Good Night, Mr James, 1951)
  - Raides mortes (Drop dead, 1956)
  - Les Nounous (The Sitters, 1958)
  - Larmes à gogos (Crying Jag, 1960)
  - Planète à crédit (Installment Plan, 1960)
  - Le Nerf de la guerre (Condition of Employment, 1960)
- Visions d'antan :
  - Visions d'antan (So Bright the Vision, 1956)
  - Génération terminus (Target Generation, 1953)
  - La Maison des pingouins (Auk House, 1977)
  - L'Immigrant (Immigrant, 1954)
- Escarmouche  - J'ai lu no 1003 :
  - Escarmouche (Skirmish, 1950)
  - La Chose dans la pierre (The Thing in the Stone, 1970)
  - La Terre d'automne (The Autumn Land, 1971)
  - Les Coccinelles d'or (The Golden Bugs, 1960)
  - Secours galactique (Galactic Chest)
  - Le Gros Coup (Jackpot, 1956)
  - Le Fantôme d’une Ford modèle T (The Ghost of a Model T, 1975)
- Des souris et des robots :
  - La Maison des grands pingouins (Auk House, 1977)
  - L'Arbre à dollars (The Money Tree)
  - La Vermine de l'espace (The Golden Bugs)
  - La Barrière (The Fense)
  - Mirage (Mirage)
  - Évolution rétrograde (Retrograde Evolution)
  - Les Réponses (The answers)
  - Une mort dans la maison (A Death in the House)
  - Épilogue (Epilogue)
- Honorable adversaire et autres nouvelles :
  - La Grande Cour du devant (The Big Front Yard, 1958)
  - Larmes à gogos (Crying Jag, 1960)
  - Raides mortes (Drop dead, 1956)
  - Honorable Adversaire (Honorable Opponent, 1956)
- Voisins d'ailleurs :
  - La Maternelle (Kindergarten, 1953)
  - Le Bidule (Contraption, 1953)
  - Le Voisin (Neighbor, 1954)
  - Un Van Gogh de l'ère spatiale (The Spaceman's Van Gogh, 1956)
  - La Fin des maux (Shotgun Cure, 1961)
  - Le Cylindre dans le bosquet de bouleaux (The Birch Clump Cylinder, 1974)
  - La Photographie de Marathon (The Marathon Photograph, 1974)
  - La Grotte des cerfs qui dansent (Grotto of the Dancing Deer, 1980)
  - Le Puits siffleur (The Wistling Well, 1980)
- Frères lointains :
  - Le frère (Brother, 1977)
  - La planète des reflets (Shadow world, 1957)
  - Mondes sans fin (Worlds without end, 1956)
  - Tête de pont (You'll never go home again, 1951)
  - L'Ogre (Ogre, 1944)
  - À l'écoute (Party line, 1978)
  - Nouveau départ (New folks' home, 1963)
  - Dernier acte (Death scene, 1957)
- Le Livre d'or de la science-fiction : Clifford D. Simak :
  - Le Créateur (The Creator, 1935)
  - Courtoisie (Courtesy, 1951)
  - L'Immigrant (Immigrant, 1954)
  - Mondes sans fin (Worlds without end, 1956)
  - Steve et les mi-êtres (No Life of Their Own, 1959)
  - Le Dernier Gentleman (Final Gentleman, 1960)
  - L'Épidémie (Unsilent Spring, 1976)
  - L'Ordinateur qui aimait les étoiles (Byte Your Tongue !, 1981)
- Les mines du temps - Éditions Omnibus - Six romans classiques (dont un cycle de nouvelles) de 1944 à 1963
  - Demain les chiens
  - Dans le torrent des siècles
  - Chaîne autour du soleil
  - Le pêcheur
  - Ils marchaient comme des hommes
  - Au carrefour des étoiles

### Nouvelles
- Message From Mars (1943)
- The Call From Beyond (1950)
- The Shipshape Miracle (1963)
- Facteur limitatif, 1974 ((en) Limiting Factor, 1949)
- Circuit fermé, 1958 ((en) Full Cycle, 1955)Également titrée Cycle fermé.
- Promenons-nous dans les rues, 1983 ((en) To Walk a City's Street, 1972)
- La Grotte du cerf qui danse (1980)

### Romans courts
- La Génération finale (Target Generation, 1956)
- Courtoisie (Courtesy, 1951)

## Prix littéraires
- Prix Hugo de la meilleure nouvelle longue 1939 pour Rule 18
- Prix Hugo de la meilleure nouvelle longue 1945 pour La Ville
- International Fantasy Award (en) 1953 pour Demain les chiens
- Prix Hugo de la meilleure nouvelle longue 1959 pour La Grande Cour de devant
- Prix Hugo du meilleur roman 1964 pour Au carrefour des étoiles
- Prix Nebula de la meilleure nouvelle courte 1980 pour La Grotte des cerfs qui dansent
- Prix Hugo de la meilleure nouvelle courte 1981 pour La Grotte des cerfs qui dansent
- Prix Locus de la meilleure nouvelle courte 1981 pour La Grotte des cerfs qui dansent
- Prix Analog de la meilleure nouvelle courte 1981 pour La Grotte des cerfs qui dansent